# Carlos Palau
Carlos Palau Mallol (Ripoll, 4 de marzo de 1959) es un expiloto de automovilismo español especialmente activo durante la década de los 90.

## Trayectoria

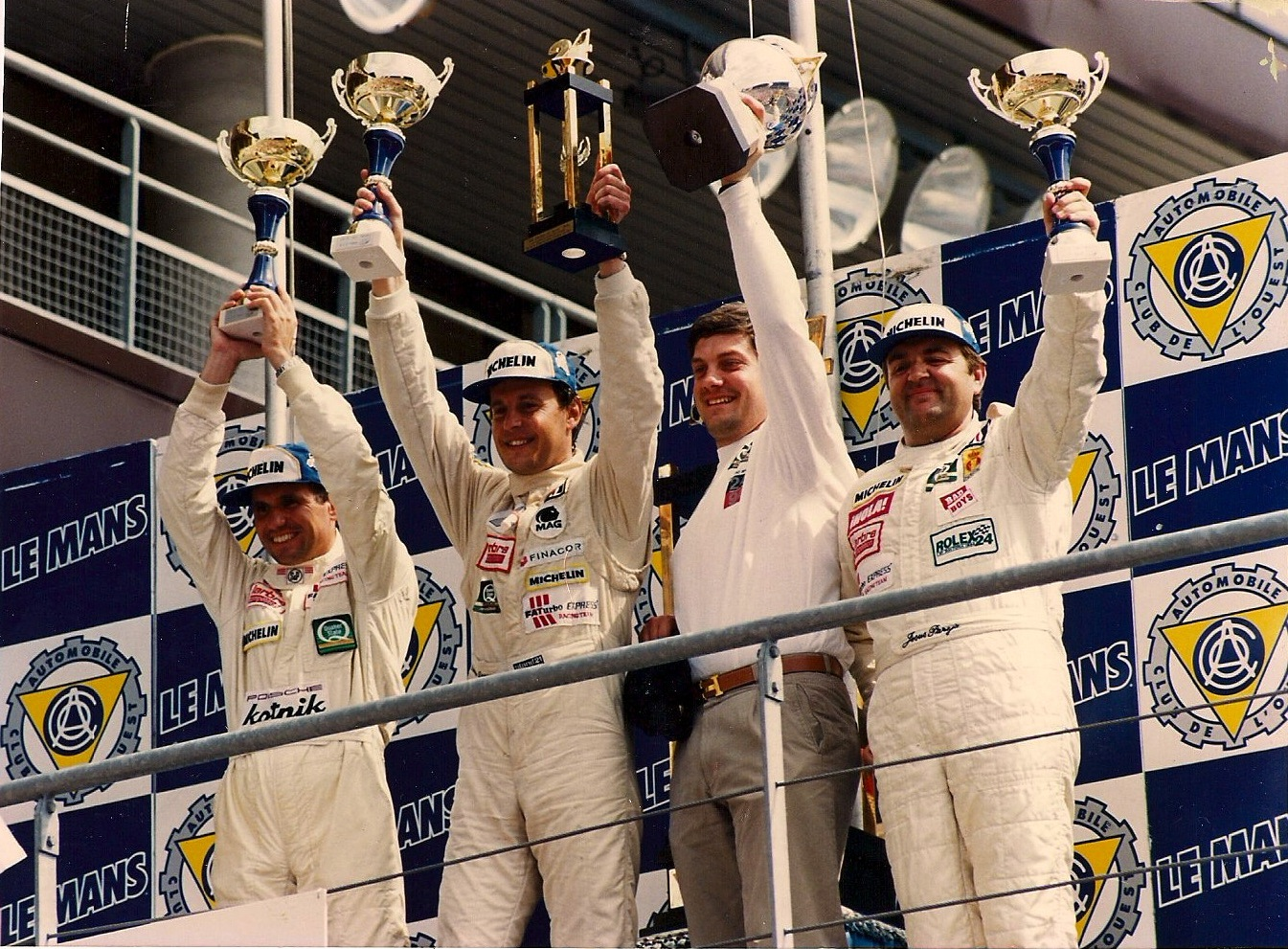
Carlos Palau. Vencedor clase GT 24 Horas de Le Mans 1994. Porsche 911 RSR

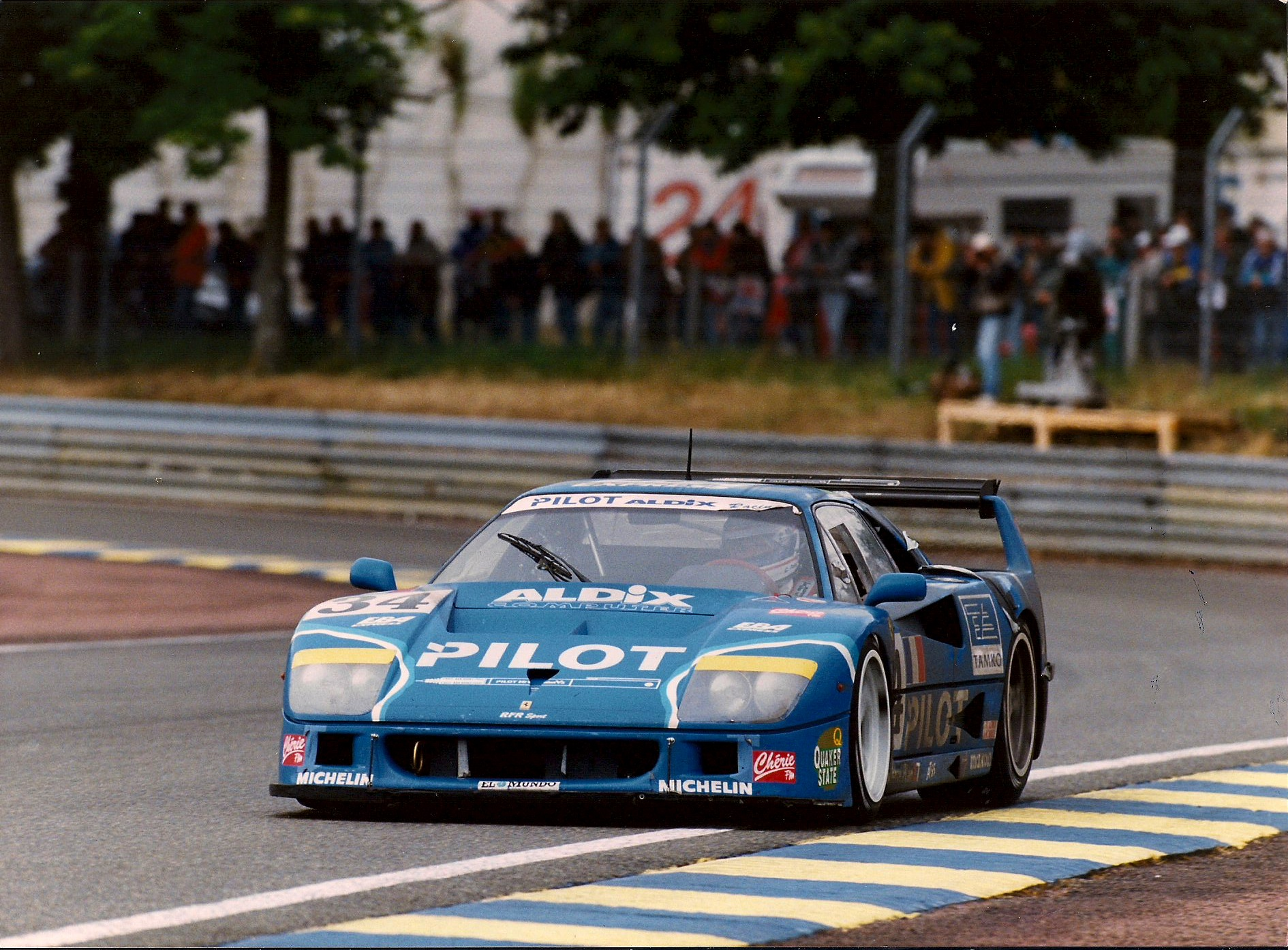
Carlos Palau. Ferrari F40LM. Le Mans 95

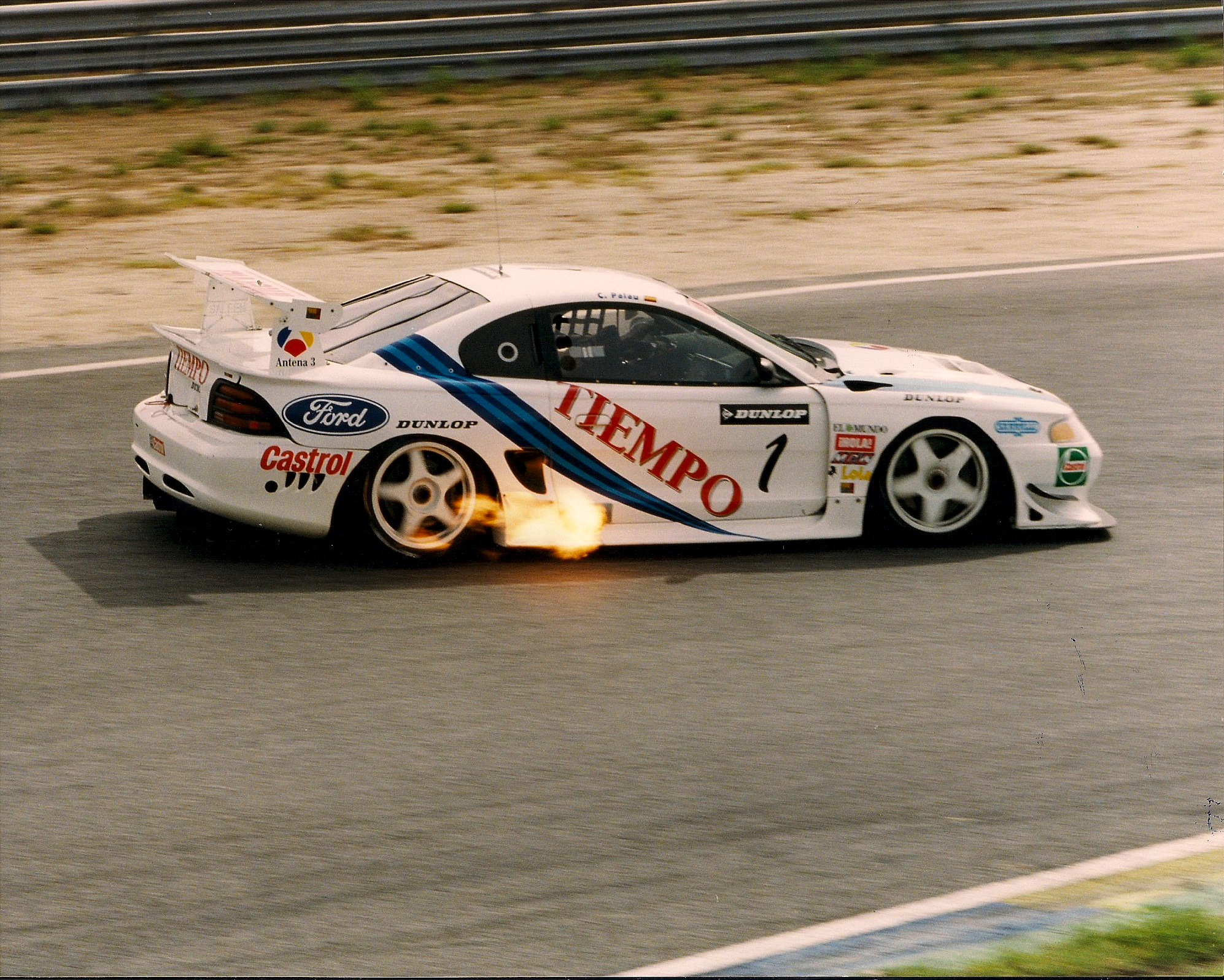
Carlos Palau. Saleen Mustang. Campeón de España GT2 1999

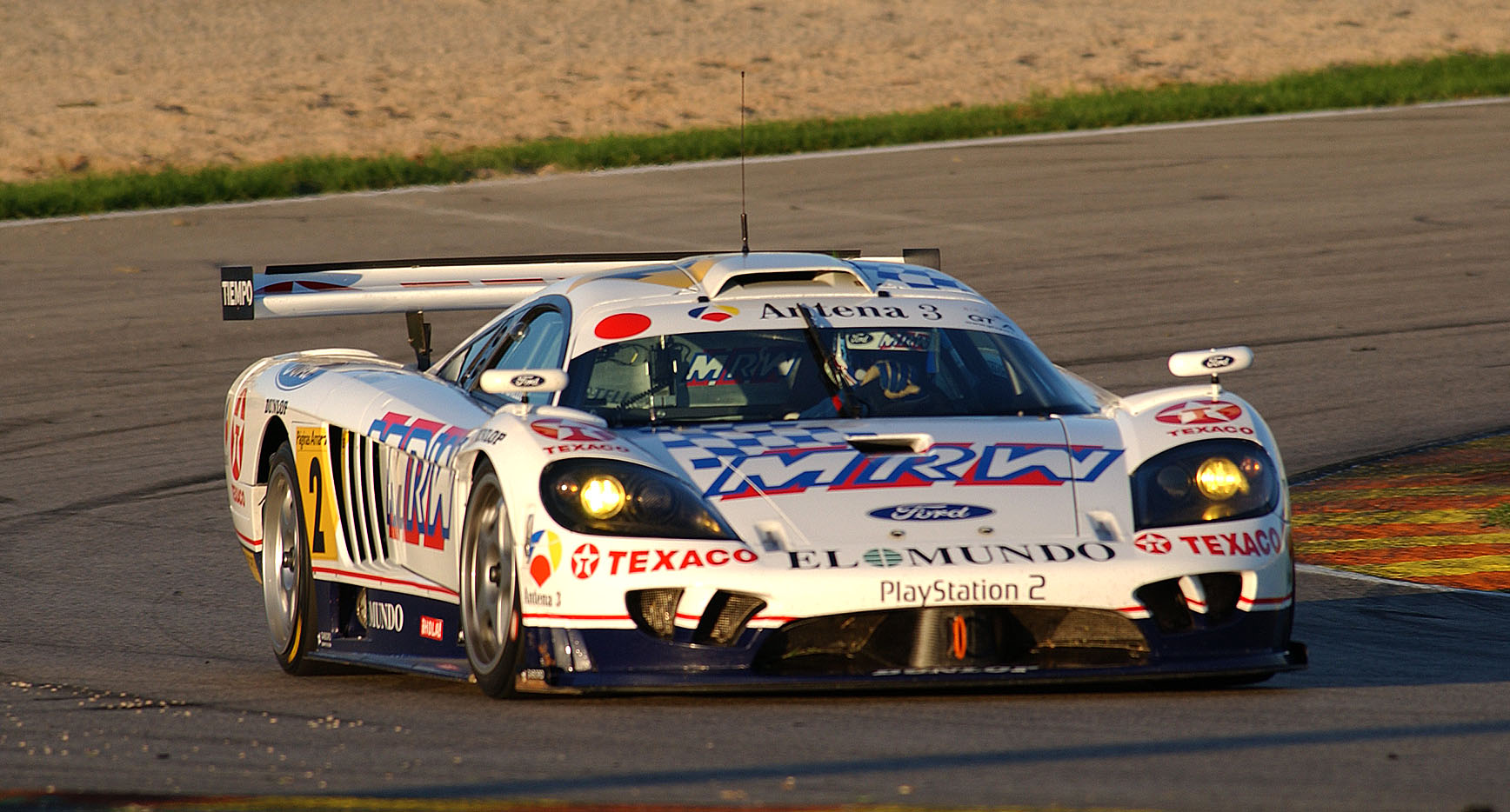
Carlos Palau. Saleen S7R. Campeón de España de GT 2001

Tras empezar compitiendo con motos, se pasa a los turismos disputando la Copa Nacional Renault Turbo en 1986, quedando en una destacada cuarta posición final. En 1989 participa por primera vez en el Campeonato de España de Turismos. En el 91 con el equipo oficial de renault queda quinto por detrás de los mejores pilotos nacionales del momento. Al año siguiente es confirmado por Ford España para su programa oficial en ese campeonato y logra ser subcampeón, quedando a pocos puntos del líder del campeonato. Seguiría con ellos en las dos temporadas siguientes, quedando tercero y sexto respectivamente.
En el 94 participaría por primera vez en las 24 Horas de Le Mans, ganando en la categoría GT2 con Larbre Compétition con sus compañeros Jesús Pareja y Dominique Dupuy a bordo de un Porsche 911 Carrera. En el 95 con Ford abandonando su programa de competición, Carlos participaría en sólo 9 carreras del campeonato de turismos, logrando sólo 5 puntos. En Le Mans fue sexto con Aldix Racing en la categoría GT1 ese año.
En 1997 vuelve a participar en le Mans y disputa las 4 Horas de Silverstone como preparación con el GT2 de Saleen, sin embargo no logra terminar en ninguna de las dos carreras. En 1999 participa con Promodrive Racing de nuevo con el Saleen en la primera temporada del Campeonato de España de GT siendo subcampeón absoluto y vencedor de la categoría GT1. En el 2000 volvía a ser subcampeón con su compañero Alberto Castelló en la escudería Lister Storm Racing y ya en el 2001 se proclamó campeón con el mismo compañero de GT pero con la escudería Gabord Competición.
Tanto en 2001 como en 2002 disputó las 24 Horas de Barcelona, ganando en la primera ocasión que tuvo pero abandonando en la segunda.

## Resumen de trayectoria
| Temporada | Series                                | Escudería                             | Carreras | Victorias | Poles | VR | Podios | Puntos | Pos. |
| --------- | ------------------------------------- | ------------------------------------- | -------- | --------- | ----- | -- | ------ | ------ | ---- |
| 1986      | Copa Nacional Renault 5GT Turbo       | ?                                     | ?        | ?         | ?     | ?  | ?      | 47     | 4.º  |
| 1989      | Campeonato de España de Producción    | ?                                     | ?        | ?         | ?     | ?  | ?      | ?      | 5.º  |
| 1990      | Campeonato de España de Velocidad     | ?                                     | ?        | ?         | ?     | ?  | ?      | ?      | ?    |
| 1991      | Campeonato de España de Turismos      | ?                                     | ?        | ?         | ?     | ?  | ?      | 68     | 5.º  |
| 1992      | Campeonato de España de Turismos      | Ford España - Wolf Racing             | ?        | 3         | ?     | ?  | 7      | 127    | 2.º  |
| 1993      | Campeonato de España de Turismos      | Ford España - Wolf Racing             | 10       | 3         | ?     | ?  | 5      | 100    | 3.º  |
| 1994      | Campeonato de España de Superturismos | Ford España - Wolf Racing             | 9        | 0         | 0     | 0  | 2      | 59     | 6.º  |
| 1994      | Copa Mundial de Turismos FIA          | Ford España - Wolf Racing             |          |           |       |    |        |        | 16.º |
| 1994      | 24 Horas de Le Mans - GT2             | Larbre Compétition                    |          |           |       |    |        |        | 1º   |
| 1995      | Campeonato de España de Superturismos | Ford España - Wolf Racing             | 9        | 0         | 0     | 0  | 0      | 5      | 12.º |
| 1995      | 24 Horas de Le Mans - GT1             | Pilot Aldix Racing                    |          |           |       |    |        |        | 6.º  |
| 1997      | 4 Horas de Silverstone - GT2          | Saleen-Allen Speedlab - Cirtek Racing |          |           |       |    |        |        | NF   |
| 1997      | 24 Horas de Le Mans - GT2             | Saleen-Allen Speedlab - Cirtek Racing |          |           |       |    |        |        | NF   |
| 1998      | Lamborghini Diablo Trophy             | ?                                     | ?        | ?         | ?     | ?  | ?      | ?      | ?    |
| 1999      | Campeonato de España de GT            | Promodrive Racing                     | 12       | 4         | 5     | 4  | 8      | 220    | 2.º  |
| 2000      | Campeonato de España de GT            | Lister Storm Racing                   | 12       | 2         | 2     | 2  | 7      | 197    | 2.º  |
| 2000      | 500km de Valencia - FIA GT            | Lister Storm Racing                   |          |           |       |    |        |        | NF   |
| 2001      | Campeonato de España de GT            | Gabord Competición                    | 12       | 5         | 8     | 7  | 7      | 234    | 1.º  |
| 2001      | 24 Horas de Barcelona                 | RACC                                  |          |           |       |    |        |        | 1.º  |
| 2002      | 24 Horas de Barcelona                 | Gabord Competición                    |          |           |       |    |        |        | NF   |
| Fuente:   |                                       |                                       |          |           |       |    |        |        |      |